# Кузнецов, Пётр Уварович
Кузнецов, Пётр Уварович (род. 24 июня 1951 года, г. Фролово Волгоградской области) —  советский и российский учёный-правовед, доктор юридических наук, профессор, специалист в области информационного права и информационной безопасности.

## Биография
Пётр Уварович Кузнецов родился 24 июня 1951 г. в г. Фролово Волгоградская области. В 1972 году выучился на радиомеханика. В 1975 году поступил в Свердловский юридический институт, после окончания которого работал в прокуратуре Свердловской области. В 1986 году защитил кандидатскую диссертацию на тему "Возбуждение кассационного производства по гражданским делам" под руководством профессора Ю.К. Осипова. С 2000 года является заведующим кафедрой информационного права УрГЮУ. В 2005 году защитил докторскую диссертацию на тему «Теоретические основания информационного права». 

### Общественная деятельность
П. У. Кузнецов длительное время работал на руководящих должностях в органах исполнительной власти Свердловской области, в том числе, в отделе административных органов Свердловского обкома КПСС, администрации Свердловской области и управлении информационных технологий Правительства Свердловской области, департаменте административных органов аппарата Губернатора Свердловской области. При его непосредственном участии в 90‑х гг. были разработаны концепции и проекты программных документов по информатизации, в том числе, укреплению информационной безопасности Свердловской области. П.У. Кузнецов принял участие в разработке ряда государственных программ, направленных на обеспечение информационной безопасности России.

### Научная и педагогическая деятельность
П.У. Кузнецов - один из основоположников научного обоснования наличия в российской правовой системе отрасли информационного права,  ведущий российский специалист в области правового обеспечения информационной безопасности. Имеет свыше 50 научных трудов. В 2005  г. им была подготовлена и опубликована монография «Информационные основания права». П.У. Кузнецов является членом редакционной коллегии научно-практического журнала «Информационное право» и экспертом Совета Европы по защите интеллектуальной собственности. По инициативе П.У. Кузнецова были организованы научно-практические семинары и конференции по наиболее актуальным проблемам правоведения и информатизации.